# Leonhard Widmer

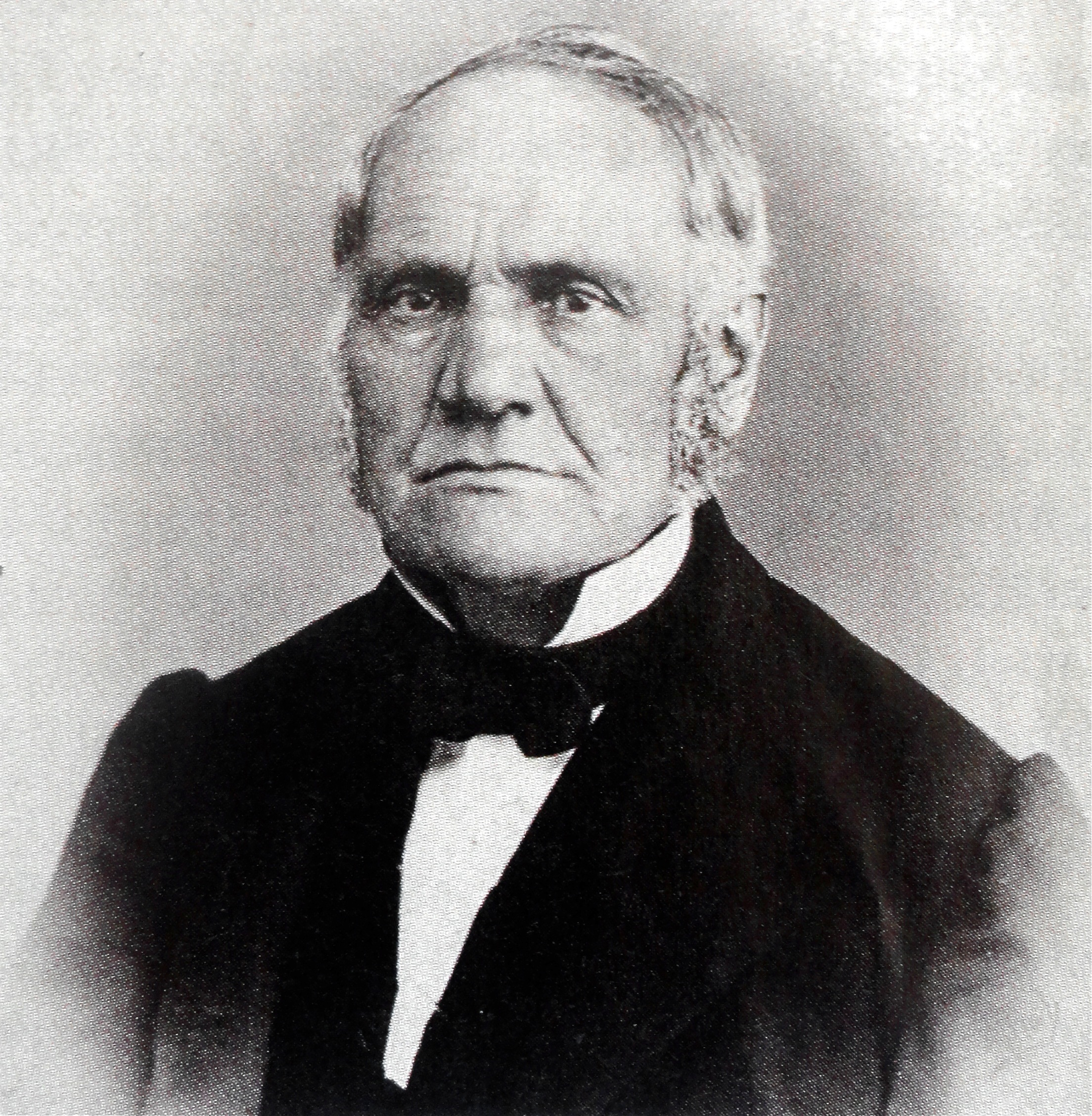
Leonhard Widmer

Leonhard Widmer (* 12. Juni 1808 in Feldmeilen; † 18. Mai 1868 in Oberstrass) war ein Schweizer Dichter, Förderer des Volksgesangs und Gründer einer Musikalienhandlung mit Verlag.
Widmer war Verfasser von zahlreichen Gedichten. Von den 74 Gedichten, die nach seinem Tod gesammelt veröffentlicht wurden, sind mehr als die Hälfte vertont. Sein Schweizerpsalm von 1840 wurde 1981 definitiv zur offiziellen Schweizer Landeshymne erklärt.

## Leben und Werk

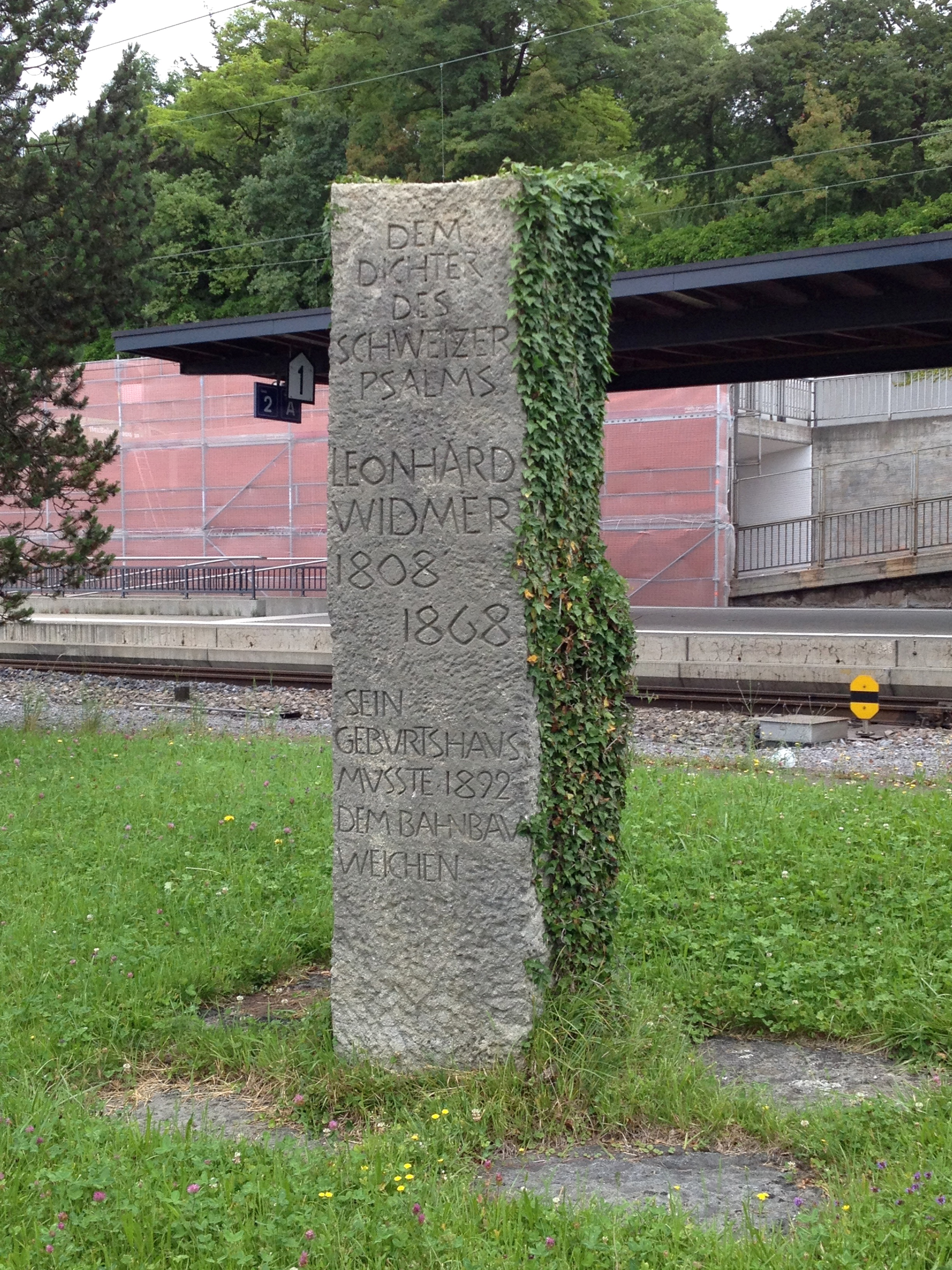
Gedenkstein beim Bahnhof Feldmeilen

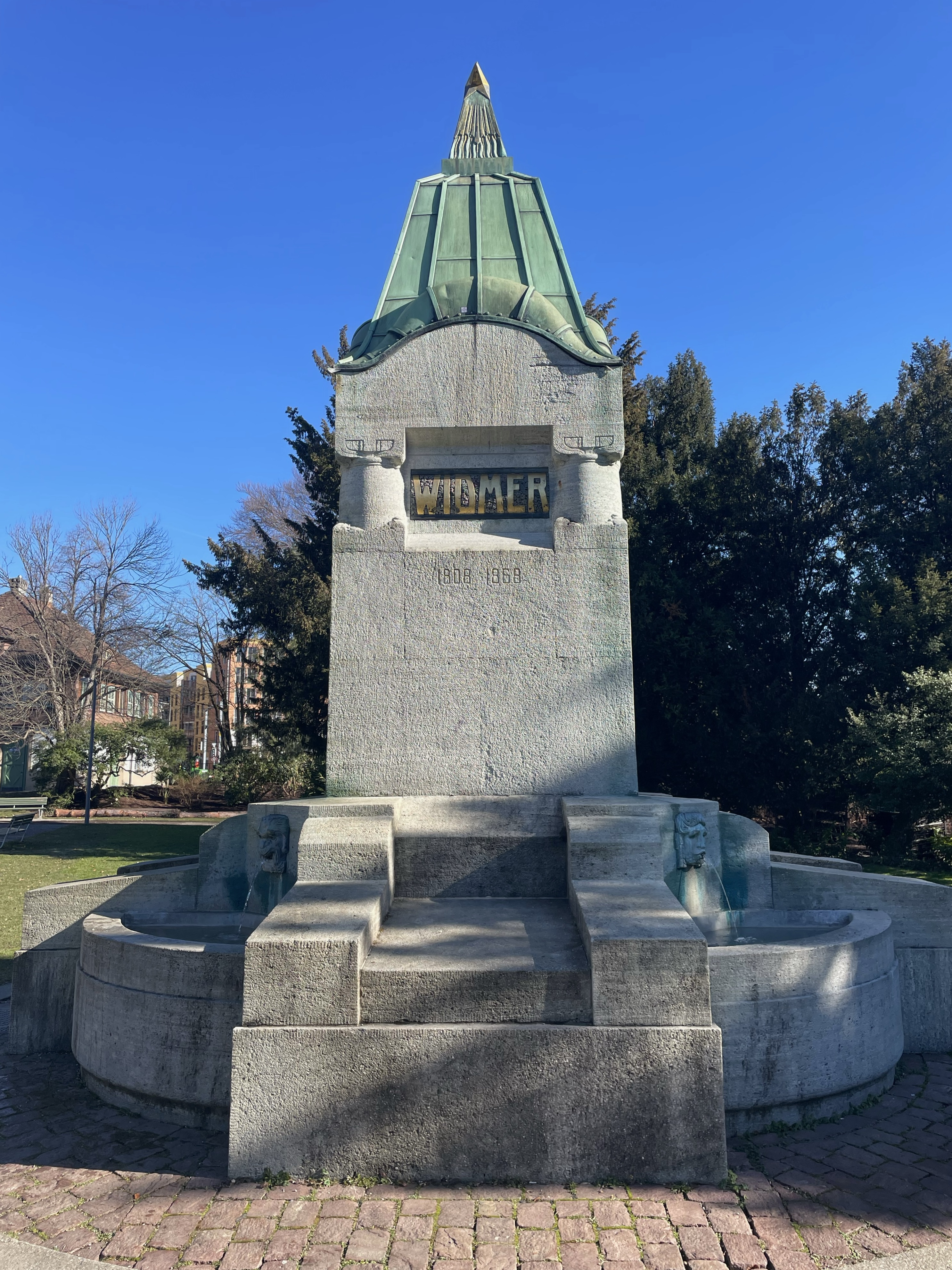
Schweizerpsalm-Denkmal am Zürichhorn

Leonhard Widmer wurde am 12. Juni 1808 in Feldmeilen geboren und wuchs am Zürichsee auf. 1815 kaufte sein Vater eine Gärtnerei in Hirslanden, wo die Familie auch nach dem Tod des Vaters 1817 wohnhaft blieb. Widmers Mutter setzte sich stark für eine gute Schulbildung ein und ermöglichte dem jungen Leonhard ab 1819 den Besuch des «Landknaben-Instituts» in Zürich. Ab 1823 machte Widmer seiner Mutter zuliebe eine kaufmännische Ausbildung und arbeitete kurze Zeit in der Musikalienhandlung des zeitlebens von ihm hochgeschätzten Sängervaters Hans Georg Nägeli. 1828 wechselte er nach Lausanne, hörte an der dortigen Universität Vorlesungen und arbeitete als Privatlehrer in Morges. In dieser Zeit entstanden auch seine ersten Gedichte, und Widmer bekannte rückblickend: «in den Jünglingsjahren machten mich Liebe und Natur zum Dichter.»
1833 kehrte Widmer nach Zürich zurück und fand bald eine Stelle als Lithograph. Widmer, der sich zeitlebens für die die gesellschaftliche wie politische Entwicklung sehr interessierte und aktiv daran teilnahm, wurde bald Mitglied in zahlreichen Vereinen und Freundschaftsbünden (z. B. dem Sängerverein «Harmonie» und dem «Unterhaltungszirkel zur Biene»). In dem auch in Zürich heftig tobenden Streit zwischen konservativen und liberal-radikalen Kräften stand Widmer klar auf der liberalen Seite und bezog 1839 Position für den Reformtheologen Strauss. Diese Positionen kosteten ihn die Anstellung, doch mit Hilfe seines Freundes Salomon Rüschli konnte er sich mit einem eigenen Lithographiegeschäft selbstständig machen und u. a. volkstümlicher Musikalien herausgeben. «Seiner Ansicht nach sollte und konnte das Volkslied die damals in Glaubensstreitigkeiten gespaltenen Eidgenossen verbinden und ihre Einigkeit wiederherstellen». Widmer stand jetzt, in den 1840er Jahren, auf der Höhe seines Lebens, verfasste eine Reihe seiner bekanntesten Gedichte und stand in Kontakt zu Komponisten, Sängern und Sängervereinen in der ganzen Schweiz. Über die politischen Zerwürfnisse in der Schweiz war er zutiefst beunruhigt, wenn auch mit klarer eigener Haltung. Erst ab 1855 «tritt eine Wende ein. Sind bisher Natur, Vaterland und Freiheit die Grundtöne gewesen, so scheinen vor allem seine nationalen Hoffnungsträume (mit der Bundesverfassung von 1848) in Erfüllung gegangen zu sein».
Ende der 1850er verkaufte Widmer sein Lithographiegeschäft und erwarb das Landhaus «Zum schönen Grund» in Oberstrass. Er betätigte sich v. a. als Gastwirt seiner vielen Freundeskreise sowie mit einer kleinen Landwirtschaft. Nach mehreren Schlaganfällen starb er am 18. Mai 1868. Zurückgehend auf seinen Biographen Schollenberger wird er oft mit den Attributen «Dichter, Schriftsteller, Sängervater und Förderer des volkstümlichen Gesangs, Gemütsmensch, von wahrer Frömmigkeit, Lebenskünstler, populärer Sonderling, leiblichen Genüssen zugetan, Menschenfreund, politisch interessierter Mensch, Original, Frohnatur, zu derben Spässen aufgelegt, schrulliger Typ, Jasser, Pfeifen- und Zigarrenraucher, Weinliebhaber, impulsive Natur, Freund der Geselligkeit, Natur- und Tierfreund …» versehen.

## Der Schweizerpsalm
Wohl Ende der 1830er lernte Widmer den Wettinger Stiftskapellmeister Pater Alberich Zwyssig als Kunden seines Lithographiegeschäfts kennen und freundete sich mit dem musikalisch und charakterlich ähnlichen Geist an. Die politischen Differenzen um die Vertreibung der Wettinger Mönche, bei der Widmer klar auf Seiten der Klosterauflöser stand, ließen diese Freundschaft aber stark abflauen.
Widmer war zwar politisch fest liberal verwurzelt, dennoch schmerzte ihn der Streit und das drohende Auseinanderfallen der schweizerischen Staatenbundes. Dieser Sehnsucht nach einer friedvollen und geeinten Schweiz gab er in mehreren Gedichten Ausdruck, so auch in der Urversion des «Schweizerpsalms». Vermutlich im Frühjahr des Jahres 1841 trug er den Text im «Unterhaltungszirkel zur Biene» vor. «Die Freunde waren tief ergriffen» schreibt Schollenberger, der Text traf den patriotischen Nerv und die Sehnsucht jener Zeit, und so beschlossen die Bienenfreunde, den Text Widmers ohne dessen Wissen zur Vertonung an Zwyssig weiterzuleiten.
Zwyssig erinnerte sich einer früheren Komposition, deren musikalische Aussagekraft er in Widmers «Schweizerpsalm» wiederfand und die er gerne mit dem – allerdings anzupassenden – Text unterlegen wollte. Zwyssig und Widmer nahmen Briefkontakt auf, um den Text in die vertonte endgültige Form zu bringen. Da der Briefwechsel nicht erhalten ist, kann nicht geklärt werden, wer welche Änderung angeregt oder durchgeführt hat. Nach der Vertonung des Schweizerpsalms, der im Herbst 1841 erstmals erklang, blieben Autor und Komponist einander freundschaftlich verbunden und Zwyssig besuchte Widmer etwa jährlich.
|   | Originaler Text des Schweizerpsalms von Leonhard Widmer 1840 | Text nach der Vortonung durch Alberich Zywssig (völlig neu eingefügte Wörter in kursiv) |
| - | --- | --- |
| 1 | Trittst im lichten Morgenrot daher, Hocherhabener! Und ich such in seinem Strahlenmeer Dich, du Herrlicher! Wenn der Firn sich rötet, Betet, Schweizer, betet! Nahe, nahe ist euch Gott In der Berge Morgenrot! Ja, die fromme Seele ahnt Gott im hehren Vaterland!         | Trittst im Morgenroth daher seh ich dich im Strahlenmehr, dich du Hocherhabener! Herrlicher! Wenn der Alpenfirn sich röthet, bethet freie Schweizer! Bethet. Eure fromme Seele ahnt Gott im hehren Vaterland Gott im hehren Vaterland. |
| 2 | Trittst im Abendglüh’n daher, Ewig Liebender! Und ich suche dich im Sternenheer, Menschenfreundlicher! In des Himmels Räumen Soll ich selig träumen, Träumen von der Gottheit Ruf, Die mich ewig frei erschuf. Ja, die fromme Seele ahnt Gott im hehren Vaterland!          | Kommst im Abendglüh'n daher Find’ ich dich im Sternenheer, Dich du Menschenfreundlicher! Liebender! In des Himmels lichten Räumen Kann ich froh und selig träumen. Denn die fromme Seele ahnt Gott im hehren Vaterland!                |
| 3 | Trittst im grauen Nebelmeer, Gott, verhüllt daher! Und ich suche dich im Wolkenheer, Unergründlicher! Aus dem Luftgebilde Tritt die Sonne milde. Grüsset, grüssest froh das Licht, Das für euch durch Wolken bricht! Ja, die fromme Seele ahnt Gott im hehren Vaterland!    | Ziehst im Nebelflor daher Such’ ich dich im Wolkenmeer, Dich du Unergründlicher! Ewiger! Aus dem grauen Luftgebilde Bricht die Sonne klar und milde, Und die fromme Seele ahnt Gott im hehren Vaterland.                               |
| 4 | Trittst im wilden Sturm daher, Starker Waltender! Und ich suche bei Dir Hülf’ und Wehr, Allerrettender! Wenn es ringsum wittert, Berg und Tal erzittert, Fass’ ich frohen, frischen Mut, Gott, der Väter Gott, ist gut! Ja, die fromme Seele ahnt Gott im hehren Vaterland! | Fährst im wilden Sturm daher Bist du selbst uns Hort und Wehr, Du, allmächtig Waltender! Rettender! In Gewitternacht und Grauen Lasst uns kindlich ihm vertrauen! Ja, die fromme Seele ahnt Gott im hehren Vaterland.                  |

Originaltext und vertonter Text unterscheiden sich nur geringfügig. Insbesondere bleiben das unitarische Gottesbild und die prägenden Gottestitel erhalten. Der anthropomorphe Auftritt Gottes in den  Naturbildern wird durch die zusätzlichen «kommst», «ziehst» und «fährst» verstärkt. Ebenso wird die Gefahr verstärkt, Gott und Naturbild pantheistisch zu identifizieren, wenn Gott im Naturbild gesehen und gefunden statt nur gesucht wird. Im Gegenzug wird der formstrenge Text Widmers durch diese Änderungen an die voluminöse Melodie angepasst. Widmers Kernthema, die Sorge um die Zukunft der zerstrittenen Schweiz und sein Aufruf zu Einigkeit («Betet, Schweizer, betet!»), das sich im Suchen und Ahnen des hehren Vaterlandes widerspiegelt, wird dadurch allerdings zurückgedrängt.
Durch die anderen beiden Änderungen wird das Gottvertrauen, der Tenor im Leben Zwyssigs, stärker betont. In Strophe 4 ist konkret von kindlichem (also unbedingtem) Vertrauen in jeder Not (nicht nur bei Gewitter) die Rede. In Strophe 2 wird aus einem besorgt-sehnsüchtigen «soll ich träumen» ein vertrauensvolles «kann ich träumen».

## Vertonte Gedichte
Eine kleine Auswahl der bekanntesten vertonten Gedichte Widmers:
- Alpenleben (Wo Berge sich erheben), vertont von J.G.  Laib
- Schweizerheimweh (Es lebt in jeder Schweizer Brust), vertont von J. R. Weber
- Sehnsucht nach den Bergen, vertont von Ignaz Heim
- S’Schwyzerhüüsli, vertont von Franz Abt